# Салвадор-ду-Сул
Салвадор-ду-Сул (порт. Salvador do Sul)  —  муниципалитет в Бразилии, входит в штат Риу-Гранди-ду-Сул. Составная часть мезорегиона Агломерация Порту-Алегри. Входит в экономико-статистический  микрорегион Монтенегру. Население составляет 6098 человек на 2006 год. Занимает площадь 99,158 км². Плотность населения — 61,5 чел./км².

## История
Город основан 10 сентября 1963 года. 

## Статистика
- Валовой внутренний продукт на 2003 составляет 128.423.185,00 реалов (данные: Бразильский институт географии и статистики).
- Валовой внутренний продукт на душу населения на 2003 составляет 21.685,78 реалов (данные: Бразильский институт географии и статистики).
- Индекс развития человеческого потенциала на 2000 составляет 0,830 (данные: Программа развития ООН).